# Hug de Llupià
Hug de Llupià i Bages (Roussillon, ? - Valence 1427), fut évêque de Tortosa et évêque de Valence, et scripteur catalan en langue latine. Il appartenait à une famille noble du Roussillon et était frère de Ramon de Llupià. Il eut une grande influence par sa présence presque constante auprès du roi depuis le début de son règne.

## Biographie
Il était fils de Pere de Llupià, seigneur de Bages et du château de Monistrol en Roussillon et frère de Ramon de Llupià-Bages.
Il fut nommé évêque de Tortosa en 1379, et il resta là jusqu'à 1397. En 1388 il établit dans son diocèse la fête de l'Immaculée Conception et il promulgua plusieurs constitutions synodales pendant les années 1390, 1393 et 1397.
Quand Jean I mourut, il fit partie de l'ambassade qui alla en Sicile  visiter Martin Ier et lui demander de retourner en principauté de Catalogne. Benoît XIII, à la demande du roi, le transféra à la tête de l'évêché de Valence, où il fut évêque de 1398 à sa mort en 1427. En 1408 il assista au Concile de Perpignan et, quand il retourna à Valence, il fut reçu triomphalement. Néanmoins, il ne participa pas au Concile de Constance. Il convoqua un synode en 1422 et il promulgua huit constitutions, relatives à la célébration de la messe et aux cérémonies. Il est enterré dans la chapelle majeure de la cathédrale de Valence. Francesc Eiximenis lui dédia la Pastorale. Il s'agit d'un livre écrit en latin qui traite de conseils pour prêtres et évêques et suit la classique Pastorale de Saint Grégoire.

## Œuvres
- Constitutions liturgiques et synodales. (la)
- Liber Instrumentorum. (la)